# J.League Cup 2017
Der J.League Cup 2017, offiziell aufgrund eines Sponsorenvertrages mit dem Gebäckhersteller Yamazaki Biscuits nach einer Marke desselben 2017 J.League YBC Levain Cup genannt, war die 25. Ausgabe des J.League Cup, dem höchsten Fußball-Ligapokal-Wettbewerb in Japan. Er begann am 15. März 2017 mit den ersten Gruppenspielen und endete mit dem Finale am 4. November 2017, das wie im Vorjahr im Saitama Stadium 2002, dem Heimstadion der Urawa Red Diamonds, ausgetragen wurde. Im Finale standen sich Cerezo Osaka und Kawasaki Frontale gegenüber, hierbei gewann die Mannschaft aus Osaka durch einen 2:0-Erfolg ihren ersten Ligapokal.
Erstmals kamen in allen Spielen des Ligapokals Torrichter zum Einsatz.

## Format und Terminplan
Alle Mannschaften der J1 League 2017 nahmen am Wettbewerb teil. Kashima Antlers, Urawa Red Diamonds, Kawasaki Frontale und, nach erfolgreich abgeschlossener Playoff-Runde, Gamba Osaka griffen aufgrund ihrer Qualifikation für die Gruppenphase der AFC Champions League 2017 erst im Viertelfinale des Wettbewerbs ein.
Durch die Qualifikation Gambas für die Champions-League-Gruppenphase nahmen vierzehn Mannschaften an der Gruppenphase des J.League Cups teil. Diese wurden auf zwei Gruppen zu je sieben Mannschaften verteilt, in der jede Mannschaft einmal gegen jede andere Mannschaft spielte; drei von den insgesamt sechs Spielen pro Mannschaft fanden dabei auf eigenem Platz statt. Die beiden Gruppensieger erreichten direkt das Viertelfinale, die Mannschaften auf den Plätzen 2 und 3 jeder Gruppe spielten überkreuz in Hin- und Rückspiel eine Qualifikationsrunde aus.
Die Partien des Viertelfinales und der übrige Turnierbaum wurden nach Feststehen aller Teilnehmer ausgelost. Sowohl das Viertel- als auch das Halbfinale wurden in Hin- und Rückspiel ausgetragen. Das Finale fand am 4. November 2017 im Saitama Stadium 2002 statt.
Der nachstehende Terminplan wurde am 13. Dezember 2016 durch die J.League veröffentlicht.
| Runde         | Datum                                                                     |
| ------------- | ------------------------------------------------------------------------- |
| Gruppenphase  | 15. März, 12. April, 26. April, 3. Mai, 10. Mai, 24. Mai und 31. Mai 2017 |
| Playoff-Runde | 28. Juni und 26. Juli 2017                                                |
| Viertelfinale | 30. August und 3. September 2017                                          |
| Halbfinale    | 4. und 8. Oktober 2017                                                    |
| Finale        | 4. November 2017                                                          |

## Spieler
Quelle: J-League
| Verein                     | Spieler |
| -------------------------- | --- |
| Hokkaido Consadole Sapporo | Junki Kanayama (5/0), Tomonobu Yokoyama (4/0), Yūdai Tanaka (3/0), Ryūji Kawai (5/0), Shingō Hyōdō (1/0), Julinho (1/0), Ken Tokura (5/1), Hiroki Miyazawa (3/0), Reis (1/0), Yoshihiro Uchimura (4/0), Shin’ya Uehara (7/2), Naoya Kikuchi (4/0), Hiroyuki Mae (7/0), Chanathip (1/0), Kengo Ishii (7/0), Kim Min-tae (4/0), Hidetaka Kanazono (4/0), Macedo (3/1), Akito Fukumori (3/1), Gu Sung-yun (3/0), Ryōta Hayasaka (5/0), Takuma Arano (6/0), Yūto Nagasaka (4/0), Ryōsuke Shindō (8/1), Daiki Suga (6/0), Ren Fujimura (1/0), Shinji Ono (7/1) |
| Vegalta Sendai             | Daniel Schmidt (4/0), Katsuya Nagato (3/0), Kōji Hachisuka (8/0), Naoki Ishikawa (5/1), Hiroaki Okuno (8/2), Takuya Nozawa (8/0), Ryang Yong-gi (1/0), Naoki Ishihara (6/1), Yasuhiro Hiraoka (5/0), Jun Kanakubo (1/0), Shingo Tomita (2/0), Hirotaka Mita (9/2), Crislan (7/5), Kentarō Seki (6/0), Yoshihiro Nakano (5/2), Naoki Sugai (3/0), Keita Fujimura (7/0), Kazuki Ōiwa (10/0), Takumi Sasaki (7/3), Shōta Kobayashi (3/0), Takuma Nishimura (10/2), Shunsuke Motegi (4/0), Masaya Kojima (4/0), Masato Tokida (1/0), Keiya Shiihashi (6/1), Ryō Germain (2/0), Tatsuya Masushima (5/0) |
| Kashima Antlers            | Kwoun Sun-tae (1/0), Leo Silva (2/0), Ryōta Nagaki (1/0), Shōma Doi (2/1), Yūma Suzuki (2/2), Leandro (1/0), Atsutaka Nakamura (2/0), Yūto Misao (1/0), Shūto Yamamoto (2/0), Bueno (1/0), Kento Misao (2/0), Hitoshi Sogahata (1/0), Daigo Nishi (1/0), Yukitoshi Itō (2/0), Yasushi Endō (2/0), Hiroki Abe (1/1), Mū Kanazaki (2/0), Mitsuo Ogasawara (2/0) |
| Urawa Reds                 | Shūsaku Nishikawa (2/0), Mauricio (1/0), Wataru Endō (2/0), Tsukasa Umesaki (1/0), Rafael Silva (2/0), Yūki Mutō (2/1), Toshiyuki Takagi (2/0), Tadaaki Hirakawa (1/0), Kazuki Nagasawa (1/0), Takuya Aoki (1/0), Yū Tamura (2/0), Yoshiaki Komai (1/0), Tadanari Lee (1/0), Yūki Abe (1/0), Ryōtarō Itō (1/0), Shinzō Kōroki (1/1), Daisuke Kikuchi (1/0), Shin’ya Yajima (2/0), Daiki Hashioka (2/0), Ryōta Moriwaki (1/0) |
| Omiya Ardija               | Nobuhiro Katō (3/0), Hiroyuki Kōmoto (1/0), Kōhei Yamakoshi (3/0), Keigo Numata (1/0), Akinari Kawazura (6/0), Ataru Esaka (2/1), Dragan Mrdja (3/1), Nejc Pecnik (4/1), Genki Ōmae (3/0), Ryūji Bando (3/1), Daisuke Watabe (2/0), Shintarō Shimizu (5/0), Keisuke Ōyama (5/0), Mateus (1/1), Shigeru Yokotani (5/0), Ryō Okui (5/1), Tsubasa Ōya (5/0), Hitoshi Shiota (1/0), Shin Kanazawa (1/0), Kazuma Takayama (6/1), Atsushi Kurokawa (4/1), Ariajasuru Hasegawa (3/0), Takumu Fujinuma (2/0), Riku Yamada (1/0), Akimi Barada (2/0), Yūsuke Segawa (1/1), Yūzō Iwakami (4/2), Ken’ya Matsui (2/0) |
| Kashiwa Reysol             | Kazushige Kirihata (6/0), Jirō Kamata (3/0), Shinnosuke Nakatani (2/0), Yūta Nakayama (4/0), Yūsuke Kobayashi (3/0), Kōsuke Taketomi (3/0), Cristiano (2/0), Yūki Ōtsu (3/0), Diego Oliveira (6/1), Ryūta Koike (3/0), Jun’ya Itō (4/0), Kōhei Tezuka (2/1), Dudu (5/1), Hiroto Nakagawa (2/0), Ramon Lopes (4/0), Takuya Hashiguchi (1/0), Naoki Wako (3/0), Kōki Ōshima (4/0), Kaito Anzai (2/0), Taiyō Koga (5/0), Tomoki Imai (5/0), Ryōichi Kurisawa (6/0), Toshiaki Miyamoto (1/1), Hajime Hosogai (5/0) |
| FC Tokyo                   | Takuo Ōkubo (2/0), Sei Muroya (6/1), Masato Morishige (4/1), Kazunori Yoshimoto (7/1), Yūichi Maruyama (7/0), Kōsuke Ōta (1/0), Takuji Yonemoto (7/0), Yōjirō Takahagi (5/0), Peter Utaka (8/2), Yōhei Kajiyama (5/0), Yoshito Ōkubo (2/1), Kensuke Nagai (8/1), Nathan Burns (4/0), Hiroki Kawano (1/0), Ryōichi Maeda (7/1), Yu In-soo (3/0), Yūhei Tokunaga (7/0), Shōya Nakajima (7/3), Ryōya Ogawa (7/1), Takahiro Yanagi (5/0), Sōtan Tanabe (6/0), Takuya Uchida (1/0), Akihiro Hayashi (8/0), Masayuki Yamada (2/0), Kento Hashimoto (6/1), Keigo Higashi (4/0), Takefusa Kubo (2/0), Takuma Abe (7/3), Gō Hatano (1/0) |
| Kawasaki Frontale          | Jung Sung-ryong (4/0), Kyōhei Noborizato (2/0), Tatsuki Nara (4/1), Shōgo Taniguchi (4/0), Yūsuke Tasaka (2/0), Shintarō Kurumaya (3/0), Hiroyuki Abe (3/3), Takayuki Morimoto (1/0), Ryōta Ōshima (2/0), Yū Kobayashi (5/0), Kōji Miyoshi (2/2), Kengo Nakamura (4/0), Tatsuya Hasegawa (4/1), Elsinho (4/2), Kentarō Moriya (3/0), Kei Chinen (2/1), Eduardo Neto (4/0), Rhayner (2/0), Eduardo (3/0), Kenta Kanō (2/0), Kō Itakura (4/0), Shōta Arai (1/0), Akihiro Ienaga (5/2) |
| Yokohama F. Marinos        | Park Jeong-su (6/0), Yūzō Kurihara (6/0), Takahiro Ōgihara (5/1), Hugo Vieira (5/3), Kōsuke Nakamachi (3/0), Manabu Saitō (2/0), Ikki Arai (5/0), Shō Itō (3/0), Cayman Togashi (2/0), Keita Endō (4/1), Teruhito Nakagawa (4/1), Takumi Shimohira (3/0), Ryōsuke Yamanaka (4/0), Naoki Maeda (4/0), Kensei Nakashima (6/1), Ryō Takano (4/0), Daichi Sugimoto (6/0), David Babunski (3/0), Milos Degenek (1/0), Kaina Yoshio (5/0), Kōta Yamada (2/0) |
| Ventforet Kofu             | Kōhei Kawata (1/0), Toshio Shimakawa (5/0), Hiroto Hatao (5/0), Ryō Shinzato (3/0), Eder Lima (1/0), Katsuya Ishihara (2/0), Ryōhei Arai (1/0), Dudu (1/0), Yūki Horigome (5/0), Akito Kawamoto (6/2), Takuma Tsuda (3/0), Ryōhei Michibuchi (6/0), Kōki Wakasugi (3/0), Masato Kurogi (2/0), Oliver Bozanic (4/1), Yūta Koide (1/0), Hiroki Oka (1/0), Yutaka Soneda (6/0), Kōta Mori (2/0), Shun Kumagai (2/0), Yūki Hashizume (3/0), Kazunari Hosaka (6/1), Kōsuke Okanishi (4/0), Keita Irumagawa (5/0), Yukio Tsuchiya (5/1) |
| Albirex Niigata            | Kōki Ōtani (1/0), Kazunari Ōno (4/0), Song Ju-hun (3/0), Jean Patrick (2/1), Rony (2/0), Ryōhei Yamazaki (2/0), Thiago Galhardo (1/0), Masaru Katō (3/0), Tatsuya Tanaka (2/2), Isao Homma (6/0), Shū Hiramatsu (6/0), Yūta Itō (2/0), Shō Naruoka (3/0), Gō Hayama (6/0), Tatsuya Morita (4/0), Gorō Kawanami (1/0), Noriyoshi Sakai (2/0), Naoki Kawaguchi (3/0), Takumi Hasegawa (4/0), Gōson Sakai (2/0), Yūto Horigome (4/0), Shunsuke Mori (4/0), Romero Frank (3/0), Atsushi Kawata (2/0), Ryōma Nishimura (4/0), Teruki Hara (2/0), Shion Homma (1/0), Musashi Suzuki (5/0) |
| Shimizu S-Pulse            | Kanu (3/0), Shōma Kamata (1/0), Kōta Sugiyama (5/0), Mitsunari Musaka (3/0), Tiago Alves (3/1), Chong Te-se (2/0), Ryōhei Shirasaki (2/0), Kazuya Murata (5/0), Gakuto Notsuda (4/0), Byeon Jun-byum (4/0), Taisuke Muramatsu (4/1), Yū Hasegawa (3/0), Mitchell Duke (6/0), Ryō Takeuchi (1/0), Tōru Takagiwa (2/0), Takuma Edamura (2/0), Kōya Kitagawa (4/2), Kō Matsubara (3/0), Hiroshi Futami (2/0), Takahiro Iida (5/0), Shōta Kaneko (4/1), Yūgo Tatsuta (3/0), Yūki Uekusa (4/0), Freire (2/0), Makoto Kakuda (2/0), Jin Hiratsuka (1/0), Seiya Niizeki (2/0), Yūta Taki (2/0) |
| Júbilo Iwata               | Naoki Hatta (2/0), Taisuke Nakamura (6/0), Nagisa Sakurauchi (3/0), Kōta Ueda (5/0), Musaev (1/0), Yoshiaki Ōta (3/0), Takuya Matsuura (2/0), Tomohiko Miyazaki (2/0), Masaya Matsumoto (5/0), Adailton (5/2), Kazuki Saitō (6/0), Kōki Ogawa (5/4), Daisuke Matsui (3/0), Kōsuke Yamamoto (3/0), Daiki Ogawa (5/0), Takuma Ōminami (3/0), Kotarō Fujikawa (1/0), Daigo Araki (2/0), Rikiya Uehara (2/1), Kō Shimura (4/0), Yoshiaki Fujita (5/1), Takeaki Harigaya (3/0), Shun Morishita (1/0), Hayao Kawabe (3/1), Shōhei Takahashi (4/1) |
| Gamba Osaka                | Genta Miura (2/0), Fabio (2/0), Hiroki Fujiharu (4/0), Kim Jung-ya (2/0), Yasuhito Endō (4/0), Ademilson (2/0), Shū Kurata (2/0), Hwang Ui-jo (2/0), Hiroto Goya (1/0), Kōki Yonekura (4/0), Yasuyuki Konno (4/0), Yōsuke Fujigaya (4/0), Shun Nagasawa (4/1), Oh Jae-suk (2/0), Shōgo Nakahara (2/0), Haruya Ide (2/1), Sō Hirao (1/0), Hiroki Noda (1/0), Ryō Hatsuse (2/0), Mizuki Ichimaru (2/0), Jin Izumisawa (4/2), Shūhei Akasaki (2/1) |
| Cerezo Osaka               | Kentarō Kakoi (1/0), Riku Matsuda (3/0), Teruyuki Moniwa (9/0), Kōta Fujimoto (7/1), Yūsuke Tanaka (11/1), Souza (5/1), Kunimitsu Sekiguchi (8/0), Yōichirō Kakitani (5/1), Ken’yū Sugimoto (1/1), Hotaru Yamaguchi (2/0), Ricardo Santos (10/4), Mitsuru Maruoka (4/0), Yūsuke Maruhashi (6/2), Yasuki Kimoto (13/3), Kōta Mizunuma (7/2), Takaki Fukumitsu (12/2), Shōhei Kiyohara (7/0), Ryūji Sawakami (5/0), Noriyuki Sakemoto (5/0), Kim Jin-hyeon (4/0), Matej Jonjic (5/1), Tatsuya Yamashita (2/0), Kazuya Yamamura (3/0), Daichi Akiyama (10/1), Kenta Tanno (8/0), Kakeru Funaki (5/0), Toshiki Onozawa (5/0), Masataka Nishimoto (4/0), Honoya Shōji (3/0), Takeru Kishimoto (3/0), Hiroshi Kiyotake (4/0), Ayumu Seko (3/0), Hinata Kida (1/0) |
| Vissel Kobe                | Hirofumi Watanabe (4/0), Kunie Kitamoto (3/0), Takuya Iwanami (5/0), Shunki Takahashi (2/0), Nilton (3/0), Wescley (4/0), Mike Havenaar (2/0), Lukas Podolski (2/0), Keijirō Ogawa (4/0), Naoyuki Fujita (3/0), Seigō Kobayashi (4/2), Hideto Takahashi (6/0), Hideo Tanaka (2/0), Kim Seung-gyu (5/0), Kazuma Watanabe (7/0), Jun’ya Tanaka (7/4), Wataru Hashimoto (5/0), Yoshiki Matsushita (6/0), Masatoshi Mihara (7/0), Shinji Yamaguchi (1/0), Kōtarō Ōmori (5/0), Kenta Tokushige (3/0), Yūya Nakasaka (7/3), Shūhei Ōtsuki (1/1), Sō Fujitani (4/0), Takuya Yasui (1/0), Masahiko Inoha (5/0) |
| Sanfrecce Hiroshima        | Yūki Nogami (6/0), Sōya Takahashi (6/0), Hiroki Mizumoto (2/0), Kazuhiko Chiba (3/0), Toshihiro Aoyama (5/0), Yūsuke Chajima (5/1), Kazuyuki Morisaki (1/0), Felipe Silva (7/1), Mikic (1/0), Shō Inagaki (6/0), Kōhei Shimizu (4/0), Yoshifumi Kashiwa (4/0), Ryōtarō Hironaga (4/0), Yūsuke Minagawa (5/0), Yōichi Naganuma (6/1), Yasumasa Kawasaki (6/0), Takuya Marutani (7/0), Tsukasa Morishima (6/0), Kōsei Shibasaki (4/0), Takumi Miyayoshi (3/1), Taishi Matsumoto (4/0), Tsukasa Shiotani (2/0), Hirotsugu Nakabayashi (4/0), Daiki Niwa (1/0), Anderson Lopes (5/0), Masato Kudō (4/1) |
| Sagan Tosu                 | Taku Akahoshi (2/0), Hiromu Mitsumaru (5/0), Franco Sbuttoni (5/0), Riki Harakawa (2/0), Kim Min-hyeok (3/0), Akito Fukuta (4/0), Daichi Kamada (1/2), Masato Fujita (5/0), Cho Dong-geon (3/0), Yōhei Toyoda (1/0), Yūzō Kobayashi (1/0), Yoshiki Takahashi (4/2), Takamitsu Tomiyama (5/3), Tetsurō Ōta (4/0), Yoshizumi Ogawa (4/0), Kei Ikeda (4/0), Yutaka Yoshida (3/0), Kyōsuke Tagawa (4/0), Hiroto Ishikawa (4/0), Hiroyuki Taniguchi (1/0), Victor Ibarbo (3/1), Shūichi Gonda (4/0), Takeshi Aoki (5/0), Yūji Ono (2/0), Kōki Mizuno (5/2) |

## Gruppenphase
In der Gruppenphase spielt jedes Team einmal gegen alle anderen Teams seiner Gruppe. Für einen Sieg gibt es drei Punkte, für ein Unentschieden einen Punkt. Bei Punktgleichheit am Ende der Gruppenphase zählt zunächst das Torverhältnis und die geschossenen Tore, danach entscheiden (in dieser Reihenfolge) der direkte Vergleich, die Fair-Play-Wertung und das Los.

### Gruppe A

#### Tabelle
| Pl. | Verein                     | Sp. | S | U | N | Tore    | Diff. | Punkte |
| --- | -------------------------- | --- | - | - | - | ------- | ----- | ------ |
| 1.  | Vegalta Sendai             | 6   | 4 | 1 | 1 | 010:100 | ±0    | 13     |
| 2.  | FC Tokyo                   | 6   | 4 | 0 | 2 | 014:800 | +6    | 12     |
| 3.  | Hokkaido Consadole Sapporo | 6   | 3 | 1 | 2 | 007:500 | +2    | 10     |
| 4.  | Júbilo Iwata               | 6   | 3 | 0 | 3 | 010:100 | ±0    | 09     |
| 5.  | Ōmiya Ardija               | 6   | 2 | 2 | 2 | 011:800 | +3    | 08     |
| 6.  | Kashiwa Reysol             | 6   | 1 | 2 | 3 | 004:600 | −2    | 05     |
| 7.  | Shimizu S-Pulse            | 6   | 1 | 0 | 5 | 005:140 | −9    | 03     |

### Gruppe B

#### Tabelle
| Pl. | Verein              | Sp. | S | U | N | Tore    | Diff. | Punkte |
| --- | ------------------- | --- | - | - | - | ------- | ----- | ------ |
| 1.  | Vissel Kōbe         | 6   | 5 | 0 | 1 | 010:300 | +7    | 15     |
| 2.  | Cerezo Osaka        | 6   | 4 | 2 | 0 | 009:400 | +5    | 14     |
| 3.  | Sanfrecce Hiroshima | 6   | 3 | 1 | 2 | 005:600 | −1    | 10     |
| 4.  | Yokohama F. Marinos | 6   | 3 | 0 | 3 | 008:800 | ±0    | 09     |
| 5.  | Ventforet Kofu      | 6   | 1 | 2 | 3 | 005:600 | −1    | 05     |
| 6.  | Sagan Tosu          | 6   | 1 | 2 | 3 | 010:120 | −2    | 05     |
| 7.  | Albirex Niigata     | 6   | 0 | 1 | 5 | 003:110 | −8    | 01     |

## K.-o.-Phase
Erstmals fand vor dem Viertelfinale eine Qualifikationsrunde statt, an der die Zweit- und Drittplatzierten jeder Gruppe teilnahmen. Die Sieger der überkreuz ausgetragenen Begegnungen rückten ins Viertelfinale auf, in welchem auch die vier Mannschaften, die sich für die Gruppenphase der AFC Champions League 2017 qualifiziert hatten, in den Wettbewerb eingriffen.
Alle Spiele außer dem Finale wurden in Hin- und Rückspiel ausgetragen. Bei Torgleichheit nach Hin- und Rückspiel griff zunächst die Auswärtstorregel, sollten die auswärts erzielten Treffer ebenfalls gleich sein, erfolgte eine 30-minütige Verlängerung und, falls nötig, ein Elfmeterschießen. Das Finale selbst war eine einzelne Partie, welche im Saitama Stadium 2002 stattfand.

### Playoff-Runde
Die Hinspiele wurden am 28. Juni, die Rückspiele am 26. Juli 2017 ausgetragen. Heimmannschaften im ersten Spiel sind zuerst genannt.
|                            | Gesamt |              | Hinspiel | Rückspiel |
| -------------------------- | ------ | ------------ | -------- | --------- |
| Hokkaido Consadole Sapporo | 0:3    | Cerezo Osaka | 0:2      | 0:1       |
| Sanfrecce Hiroshima        | 0:2    | FC Tokyo     | 0:1      | 0:1       |

### Viertelfinale
Die Hinspiele wurden am 30. August, die Rückspiele am 3. September 2017 ausgetragen. Heimmannschaften im ersten Spiel sind zuerst genannt.
|                   | Gesamt    |                    | Hinspiel | Rückspiel |
| ----------------- | --------- | ------------------ | -------- | --------- |
| Vissel Kōbe       | 0:2       | Gamba Osaka        | 0:0      | 0:2       |
| Cerezo Osaka      | (a)2:2(a) | Urawa Red Diamonds | 0:0      | 2:2       |
| Vegalta Sendai    | 5:4       | Kashima Antlers    | 3:1      | 2:3       |
| Kawasaki Frontale | 7:1       | FC Tokyo           | 2:0      | 5:1       |

### Halbfinale
Die Hinspiele wurden am 4. Oktober, die Rückspiele am 8. Oktober 2016 ausgetragen. Heimmannschaften im ersten Spiel sind zuerst genannt.
|                | Gesamt |                     | Hinspiel | Rückspiel |
| -------------- | ------ | ------------------- | -------- | --------- |
| Cerezo Osaka   | 4:3    | Yokohama F. Marinos | 2:2      | 2:1       |
| Vegalta Sendai | 4:5    | Kawasaki Frontale   | 3:2      | 1:3       |

### Finale
| Paarung           | Cerezo Osaka – Kawasaki Frontale |
| Ergebnis          | 2:0 (1:0) |
| Datum             | 4. November 2017 um 13:09 Uhr JST |
| Stadion           | Saitama Stadium 2002, Saitama, Präfektur Saitama |
| Zuschauer         | 53.452 |
| Schiedsrichter    | Yūichi Nishimura (Tokio, Tokio) |
| Tore              | 1:0 Ken’yū Sugimoto (1.), 2:0 Souza (90.+2') |
| Cerezo Osaka      | Jin-hyeon Kim – Riku Matsuda, Yasuki Kimoto (89. Tatsuya Yamashita), Matej Jonjić, Yūsuke Maruhashi (90.+3 Yūsuke Tanaka) – Kōta Mizunuma, Souza, Hotaru Yamaguchi, Hiroshi Kiyotake – Yōichirō Kakitani (84. Kazuya Yamamura), Ken’yū Sugimoto Cheftrainer: Jong-hwan Yoon |
| Kawasaki Frontale | Sung-ryong Jung – Elsinho (75. Kei Chinen), Shōgo Taniguchi, Eduardo, Shintarō Kurumaya – Eduardo Neto (80. Hiroyuki Abe), Ryōta Ōshima – Akihiro Ienaga, Kengo Nakamura, Kōji Miyoshi (46. Tatsuya Hasegawa) – Yū Kobayashi Cheftrainer: Tōru Oniki                        |
| Gelbe Karten      | Ken’yū Sugimoto – Elsinho |